# 湯殿山神社 (西川町本道寺)
湯殿山神社（ゆどのさんじんじゃ）は、山形県西村山郡西川町本道寺にある神社である。もとは本道寺という真言宗寺院であり、全国のほかの湯殿山神社と区別するため、口ノ宮湯殿山神社とも呼ばれている。旧社格では無格社。

## 祭神
湯殿山の祭神である大山祇神・大己貴命・少彦名命の3神である。月読命（月山の祭神）・伊弖波神（羽黒山の祭神）を配祀する。

## 歴史
明治初頭までは、神仏習合の修験道（羽黒派修験）の山、出羽三山湯殿山派の別当寺4か寺の1寺である月光山本道寺であった。
神社の由来によると、本道寺は、大同4年（809年）に、湯殿山に参拝した空海によって開基された。空海は、この地にて霧の中で光る老木から大日如来と大黒天2体の仏像を造り、庵に安置したと言う。この地を旅立つ際、空海は従僧の一人に対し、「ここは、湯殿山大権現へと通ずる本道である。汝は私の代わりにここを守り、湯殿山への日月の代参を行うべし。さすれば大権現の霊験が世に現われるだろう」と言い残したという。当初は、2体の仏像が安置された庵を「月光山光明院」と称した。
その後、天長3年（827年）に湯殿山大権現を勧請して伽藍が造られ、これ以降月光山本道寺と称し、湯殿山4か寺となった。本道寺は、空海の遺訓もあって、4か寺の正別当として湯殿山の中心的な別当寺となった。
本道寺は歴代の領主にも崇敬された。古くは大江氏の流れを汲む寒河江氏、ついで最上氏の崇敬を受けた。江戸時代には、梁間18間、桁68間という東北一の大伽藍を誇り、湯殿山として徳川氏の七祈願所の一つ、勅許による勅願寺にもなっていた。「出羽三山参拝の本道」とされたため、本道寺を通る六十里越街道には多くの行者が行き交い、街道沿いの集落は、「（参拝のピークである）夏の稼ぎだけで遊んで暮らせた」ほどの繁栄を誇った。
明治元年（1868年）、本道寺の周辺は、戊辰戦争の戦場となった。天童藩を陥落させた後、この地に進出した薩摩藩、尾張藩を中心とし、恭順した東北諸藩を従えた新政府軍と、庄内藩、桑名藩による旧幕府軍との間で戦闘が行われた。旧幕府軍の敗走後、本道寺は、将軍家の祈願所であったために、新政府軍の攻撃を受け、大伽藍を焼き払われてしまう。(入間森畑の戦い)
さらに、明治7年（1874年）に神仏分離令が発せされると、本道寺は寺号を廃して口ノ宮湯殿山神社となった。戊辰戦争の際に焼き払われた伽藍は、浄財により明治22年（1890年）に拝殿や本殿として再建されたが、その規模は、往時に比べて大きく縮小された。
1876年（明治9年）、山形県初代県令三島通庸により、口ノ宮湯殿山神社から分霊され、県庁守護として山形市旅篭町に県社湯殿山神社が建立された。旧県会議事堂(文翔館)裏に現存する湯殿山神社は、これに由来する。
なお、神仏分離に際し、戦災を免れた本道寺の寺宝は、出羽三山から分離した大日坊、注連寺の2寺を始め、縁のある諸寺院に引き取られたが、その後、散逸してしまったものが多い。例えば、本道寺の仁王像は、河北町にあった弥勒院（みろくいん）に引き取られていたが、1905年（明治38年）に仙台駅前にある仙台ホテルが建て替えした際、弥勒院が同ホテルに売却した。2005年（平成17年）に仙台ホテルの所有者・運営者が替わり、全面改装することになったため、同年11月15日に口ノ宮湯殿山神社に寄贈され、現在は拝殿に安置されている。その他、1989年（平成元年）に空海坐像を栃木県内の古美術商から買い戻している。

## 境内
- 鳥居
- 山門（「湯殿山」額が有名。瑞鳳寺の高僧であった南山の揮毫）
- 拝殿
- 本殿
- 石仏
- 仏足石（日本国内に現存する3尊のうちの1尊）
- 十二面山神・地蔵尊（境内にあり、神仏習合の歴史を偲ばせる）
- 八日塔碑、太神宮碑、金比羅大権現碑、百万遍供養塔、湯殿山供養塔等